# 613
613 је била проста година.

## Догађаји
- Цар Ираклије се жени својом нећаком Мартином; постаје царица (Августа) Византијског царства. Сматра се да овај други брак спада у забрањени степен сродства и одобрава га црква у Цариграду.
- 22. јануар – Константина III Ираклија је његов отац Ираклије крунисао за суцара (Цезара), а убрзо потом верио се за своју рођаку, Грегорију, Никитину кћер. Са само 8 месеци, Константин нема стварну моћ и његова династичка титула је чисто церемонијална.
- Византијско-персијски рат: Цар Ираклије поставља себе за главног команданта, заједно са својим братом Теодором (куропалат), да учврсти команду над војском.
- Битка код Антиохије: Ираклије мобилише византијске експедиционе снаге у Антиохију (Сирија), али је потпуно поражен изван града од Персијанаца. Шахин Вахманзадеган даље продире у Централну и Западну Анадолију. У Сирији Шарбараз заузима градове Дамаск, Апамеу и Емесу.
- Краљ Теудерик II умире од дизентерије у аустразијској престоници Мецу, док је припремао поход против свог дугогодишњег непријатеља, Хлотара II. Његова бака Брунхилда покушава да успостави треће регентство за свог ванбрачног праунука Сигеберта II.
- Хлотар II поново уједињује Франачко краљевство наређујући убиство Сигеберта II. Он оптужује Брунхилду, стару 70 година, за убиство десет краљева Франака. Убијена је у Абевилу.
- Битка код Честера: Краљ Етелфрит од Нортумбрије напада Гвинед (северозападни Велс), како би уништио свог старог непријатеља, Едвина од Деире. Уједињене бритонске снаге (Гвинед, Поуис, Пенгвернски и Думнонски ратници) су поражене код Честера.
- Рат Гогурјео-Суи: Цар Јангди поново прелази реку Лиао и ставља Манџурију под опсаду. Током кампање Јанг Ксуанган, званичник династије Суи, покреће побуну у близини Луојанга. Плашећи се напада са два фронта, Јангди је приморан да повуче своју војску.
- Исанапура постаје главни град камбоџанског краљевства Ченла.
- Мухамед почиње јавно да проповеда ислам. Курејшијске вође Меке противе се било каквој промени традиционалних племенских и верских обичаја.

## Смрти
- Википедија:Непознат датум — Преподобни Теодор Сикеот - хришћански светитељ.